# Alessio Sestu
Alessio Sestu (Roma, 29 settembre 1983) è un dirigente sportivo ed ex calciatore italiano, di ruolo centrocampista.

## Biografia
È di origini sarde: il padre è infatti nato a Muravera (SU), mentre la madre è nata a Nughedu Santa Vittoria (OR); ma è nato a Roma.

## Carriera

### Gli inizi
Cresciuto nelle giovanili della Casalotti prima e della Lazio poi, nell'estate 2002 viene acquistato dal Treviso che decide di darlo in prestito per farlo maturare:
la stagione 2003-2004 gioca nelle file del Südtirol in Serie C2 la sua prima annata da professionista totalizzando 19 presenze; l'anno seguente lo divide tra Treviso in Serie B (1 presenza il 18 settembre 2004 in Treviso-Arezzo 1-4) e Cittadella in Serie C1 dove gioca 15 partite.
La stagione 2005-2006 lo vede sempre nelle file del Cittadella e sempre in Serie C1, dove gioca altre 20 partite con 4 gol prima di venire ceduto, sempre in prestito, al Mantova in Serie B dove però gioca solo 7 partite.
Nell'estate 2006 scende di nuovo di categoria andando a giocare a Salerno nelle file della Salernitana dove riesce a disputare 30 partite condite da ben 8 gol, tuttora il suo record di marcature in un campionato.

### Avellino e Reggina
Nel 2007-2008 viene ceduto in prestito con diritto di riscatto all'Avellino in Serie B, collezionando 39 presenze ed una rete (il 15 dicembre 2007 in Avellino-Cesena 3-1). A fine campionato viene riscattato dagli Irpini.
Il 1º settembre 2008 passa in compartecipazione alla Reggina in Serie A, mentre all'Avellino viene ceduto in prestito il centrocampista ungherese Lóránd Szatmári. Debutta in A il 14 settembre 2008 in Reggina-Torino 1-1 subentrando all'83º minuto a Luca Vigiani; segna invece il suo primo gol nella massima Serie il 1º marzo 2009 in Reggina-Fiorentina 1-1. Conclude la sua prima stagione in Serie A con 17 presenze e 1 gol.
Il 27 giugno 2009 le due squadre che detengono la compartecipazione del contratto non riescono a giungere ad un accordo e per questo vanno alle buste, dove vince l'Avellino che però pochi giorni dopo è costretto a rinunciarci perché non in grado di pagare la somma indicata nella busta e per tale motivo Alessio torna alla Reggina.

### Vicenza e Bari
Non rientrando nei piani del nuovo tecnico Novellino, viene ceduto il 31 agosto 2009 al Vicenza in Serie B; tuttavia il 1º febbraio 2010, dopo 15 presenze e 1 gol, viene ceduto in prestito oneroso con diritto di riscatto della compartecipazione al Bari in Serie A. Totalizzando solo 3 presenze nella restante parte di stagione non riesce a convincere i Galletti a riscattarlo e torna per cui a Vicenza.

### Siena
Il 7 agosto 2010 il Siena annuncia di aver acquistato Sestu con la formula della compartecipazione. Realizza il suo primo gol con la casacca bianconera alla 6ª giornata contro il Piacenza permettendo alla sua squadra di vincere 1-0; in tutto il campionato cadetto giocherà 36 partite mettendo a segno 4 reti contribuendo così alla promozione in Serie A.
Nelle due stagioni successive in Serie A colleziona 33 presenze e 1 gol: il primo anno gioca solamente 5 partite tutte concentrate verso la fine del campionato; l'anno seguente invece gioca 28 partite riuscendo a mettere anche a segno una rete, il 3 febbraio 2013, il suo secondo gol in Serie A firmando il momentaneo 2-1 del Siena sull'Inter.

### Chievo e il prestito alla Samp
L'11 luglio 2013, svincolatosi dal Siena, viene acquistato a titolo definitivo dal Chievo. Esordisce con la maglia clivense il 25 agosto nella prima di campionato da titolare in Parma-Chievo (0-0). Il 31 gennaio 2014, dopo 15 presenze tra Campionato e Coppa Italia, passa alla Sampdoria con la formula del prestito con opzione di riscatto. Il 3 febbraio 2014, durante il derby della Lanterna Genoa-Samp 0-1, esordisce in maglia blucerchiata, sostituendo al 78º Éder. Conclude la stagione con 14 presenze complessive in Campionato e 3 in Coppa Italia. Il 30 giugno ritorna al Chievo per fine prestito.

### Prestiti a Brescia, Entella ed Alessandria
Per tutta la stagione successiva gioca in prestito al Brescia in Serie B. Nonostante una stagione da protagonista, con 33 presenze e 5 gol, non riesce a evitare la retrocessione in Lega Pro dei lombardi.
Il 4 agosto 2015 viene ingaggiato dall'Entella con la formula del prestito con diritto di riscatto. Il 12 settembre al debutto contro il Cesena (2-0) segna il primo gol. In occasione di Novara-Entella 1-0 della settimana seguente tocca quota 300 presenze con i professionisti.
Rientrato al Chievo, il 22 agosto 2016 viene ingaggiato con prestito biennale, fino alla scadenza del contratto, alla Alessandria, militante in Lega Pro 2016-2017. Dopo le due stagioni con la maglia dei grigi, nel luglio 2018 si trasferisce a parametro zero al Piacenza sempre in terza serie. Con gli emiliani disputa due stagioni, sfiorando la promozione in Serie B nel campionato 2018-2019; nella primavera 2020 rescinde il contratto

### Portogruaro
Nel dicembre 2020 si trasferisce al Portogruaro, in Eccellenza veneta. 
Il 19 luglio seguente consegue a Coverciano la qualifica da direttore sportivo.
Nel 2022 conquista con la squadra veneta la promozione in Serie D. Al termine della stagione annuncia il ritiro dal calcio giocato ma rimane nel Portogruaro assumendo il ruolo di direttore sportivo.

## Statistiche

### Presenze e reti nei club
| Stagione           | Squadra            | Campionato         | Campionato | Campionato | Coppe nazionali | Coppe nazionali | Coppe nazionali | Coppe continentali | Coppe continentali | Coppe continentali | Altre coppe | Altre coppe | Altre coppe | Totale | Totale |
| Stagione           | Squadra            | Comp               | Pres       | Reti       | Comp            | Pres            | Reti            | Comp               | Pres               | Reti               | Comp        | Pres        | Reti        | Pres   | Reti   |
| ------------------ | ------------------ | ------------------ | ---------- | ---------- | --------------- | --------------- | --------------- | ------------------ | ------------------ | ------------------ | ----------- | ----------- | ----------- | ------ | ------ |
| 2001-2002          | Sora               | C1                 | 0          | 0          | -               | -               | -               | -                  | -                  | -                  | -           | -           | -           | 0      | 0      |
| 2002-2003          | Treviso            | C1                 | 0          | 0          | CI              | 0               | 0               | -                  | -                  | -                  | -           | -           | -           | 0      | 0      |
| 2003-2004          | Südtirol           | C2                 | 15+4       | 0          | -               | -               | -               | -                  | -                  | -                  | -           | -           | -           | 19     | 0      |
| 2004-gen. 2005     | Treviso            | B                  | 1          | 0          | CI              | 1               | 0               | -                  | -                  | -                  | -           | -           | -           | 2      | 0      |
| Totale Treviso     | Totale Treviso     | Totale Treviso     | 1          | 0          |                 | 1               | 0               |                    | -                  | -                  |             | -           | -           | 2      | 0      |
| gen.-giu. 2005     | Cittadella         | C1                 | 15         | 0          | -               | -               | -               | -                  | -                  | -                  | -           | -           | -           | 15     | 0      |
| 2005-gen. 2006     | Cittadella         | C1                 | 20         | 4          | CI              | 2               | 0               | -                  | -                  | -                  | -           | -           | -           | 22     | 4      |
| Totale Cittadella  | Totale Cittadella  | Totale Cittadella  | 35         | 4          |                 | 2               | 0               |                    | -                  | -                  |             | -           | -           | 37     | 4      |
| gen.-giu. 2006     | Mantova            | B                  | 7          | 0          | CI              | -               | -               | -                  | -                  | -                  | -           | -           | -           | 7      | 0      |
| 2006-2007          | Salernitana        | C1                 | 30         | 8          | CI              | 0               | 0               | -                  | -                  | -                  | -           | -           | -           | 30     | 8      |
| 2007-2008          | Avellino           | B                  | 39         | 1          | CI              | 1               | 0               | -                  | -                  | -                  | -           | -           | -           | 40     | 1      |
| ago. 2008          | Avellino           | B                  | 0          | 0          | CI              | 1               | 0               | -                  | -                  | -                  | -           | -           | -           | 1      | 0      |
| Totale Avellino    | Totale Avellino    | Totale Avellino    | 39         | 1          |                 | 2               | 0               |                    | -                  | -                  |             | -           | -           | 41     | 1      |
| ago. 2008-2009     | Reggina            | A                  | 17         | 1          | CI              | 2               | 0               | -                  | -                  | -                  | -           | -           | -           | 19     | 1      |
| 2009-gen. 2010     | Vicenza            | B                  | 15         | 1          | CI              | 0               | 0               | -                  | -                  | -                  | -           | -           | -           | 15     | 1      |
| gen.-giu. 2010     | Bari               | A                  | 3          | 0          | CI              | -               | -               | -                  | -                  | -                  | -           | -           | -           | 3      | 0      |
| 2010-2011          | Siena              | B                  | 36         | 4          | CI              | 0               | 0               | -                  | -                  | -                  | -           | -           | -           | 36     | 4      |
| 2011-2012          | Siena              | A                  | 5          | 0          | CI              | 3               | 0               | -                  | -                  | -                  | -           | -           | -           | 8      | 0      |
| 2012-2013          | Siena              | A                  | 28         | 1          | CI              | 1               | 0               | -                  | -                  | -                  | -           | -           | -           | 29     | 1      |
| Totale Siena       | Totale Siena       | Totale Siena       | 69         | 5          |                 | 4               | 0               |                    | -                  | -                  |             | -           | -           | 73     | 5      |
| 2013-gen. 2014     | Chievo             | A                  | 12         | 0          | CI              | 3               | 0               | -                  | -                  | -                  | -           | -           | -           | 15     | 0      |
| gen.-giu. 2014     | Sampdoria          | A                  | 2          | 0          | CI              | -               | -               | -                  | -                  | -                  | -           | -           | -           | 2      | 0      |
| 2014-2015          | Brescia            | B                  | 34         | 5          | CI              | 1               | 0               | -                  | -                  | -                  | -           | -           | -           | 35     | 5      |
| 2015-2016          | Virtus Entella     | B                  | 32         | 1          | CI              | 0               | 0               | -                  | -                  | -                  | -           | -           | -           | 32     | 1      |
| 2016-2017          | Alessandria        | LP                 | 17+3       | 0          | CI-LP           | 0               | 0               | -                  | -                  | -                  | -           | -           | -           | 20     | 0      |
| 2017-2018          | Alessandria        | C                  | 31+2       | 2+1        | CI+CI-C         | 2+5             | 0               | -                  | -                  | -                  | -           | -           | -           | 40     | 3      |
| Totale Alessandria | Totale Alessandria | Totale Alessandria | 48+5       | 2+1        |                 | 7               | 0               |                    | -                  | -                  |             | -           | -           | 60     | 3      |
| 2018-2019          | Piacenza           | C                  | 33+2       | 2          | CI+CI-C         | 1+0             | 0               | -                  | -                  | -                  | -           | -           | -           | 36     | 2      |
| 2019-2020          | Piacenza           | C                  | 24         | 0          | CI+CI-C         | 2+1             | 0               | -                  | -                  | -                  | -           | -           | -           | 27     | 0      |
| Totale Piacenzaa   | Totale Piacenzaa   | Totale Piacenzaa   | 57+2       | 2          |                 | 4               | 0               |                    | -                  | -                  |             | -           | -           | 63     | 2      |
| Totale carriera    | Totale carriera    | Totale carriera    | 415+11     | 30+1       |                 | 26              | 0               |                    | -                  | -                  |             | -           | -           | 453    | 31     |

## Palmarès

### Club

#### Competizioni nazionali
- Serie C1: 1

Treviso: 2002-2003
- Supercoppa di Lega di Serie C: 1

Treviso: 2003
- Coppa Italia Serie C: 1

Alessandria: 2017-2018